# OTEC
Los Organismos Técnicos de Capacitación (OTEC) son instituciones de capacitación profesional y técnica en Chile, acreditadas por el Servicio Nacional de Capacitación y Empleo (SENCE) con exclusividad para ejecutar actividades de capacitación imputadas a la Franquicia Tributaria. La normativa de los OTEC está disponible en la página oficial del SENCE y contenida en la Ley 19.518.
La Franquicia Tributaria (Impulsa Personas) es un incentivo tributario para que las empresas contribuyentes de Primera Categoría de la Ley de Renta, deduzcan de sus impuestos, los gastos que efectúan por concepto de capacitación de sus trabajadores(as) en la forma, condiciones y sobre la base de los procedimientos que se describen en la Ley Nº 19.518, sus reglamentos, manuales e instrucciones dictadas por el SENCE sobre el particular.
Para acreditar un OTEC ante Sence, es necesario contar con una serie de requisitos que se dividen en 5 etapas de cumplimiento. 
1. Persona Jurídica
2. Oficina administrativa
3. Sistema de Gestión de Calidad, SGC, basado en la Norma Chilena 2728:2015 y Certificación NCH2728:2015
4. Acreditación SENCE

Los requisitos de estas etapas, de forma más específica, indican que para la Escritura (Persona Jurídica, punto 1) es necesario que el "objeto social" sea exclusivo de "capacitación". La Oficina Administrativa (requisito 2) debe contar con un mínimo de muebles (escritorio y sillas) y de equipos (computador e impresora) Así mismo, debe contar con internet y teléfono fijo o móvil. El punto 3 se refieren a dos aspectos que comúnmente se confunden. Primero, se debe implementar un SGC (Sistema de Gestión de la Calidad) acorde a la NCH2728:2015, y luego, se debe Certificar ese Sistema, a través de una de las casas certificadoras acreditadas por SENCE.
Una vez completada la Certificación, se podrá solicitar la Acreditación. El proceso de acreditación en el SENCE es un tema aparte que incluye varios pasos y etapas. Una vez que preparas y entregas la documentación requerida, esta pasa primero por la 1) Dirección Regional de Sence, luego por la 2) Unidad de Organismos Sence Central, y finalmente por el 3) Departamento Jurídico de Sence. Si los documentos o la empresa no cumplen con alguno de los requisitos en alguna de estas etapas, te los devolverán para que puedas corregirlos y volver a intentarlo. Actualmente, no se ha establecido el tiempo de espera, pero en promedio son 15 días hábiles (inferior a los 30 días hábiles que tomaba el trámite en 2019).
En cuanto al "código SENCE" (cada curso obtiene un número o código desde SENCE) se obtiene una vez que el OTEC esté acreditado por SENCE, siendo las empresas y los trabajadores los beneficiarios más directos del beneficio. La empresa, por recuperar fondos a través de la franquicia, y los trabajadores, al recibir formación y capacitación. Para acceder al beneficio, el OTEC debe contar con cursos codificados por SENCE (Servicio Nacional de Capacitación y Empleo) 
El retorno de franquicia (impulsa personas) es de CL $ 5000 por hora de capacitación. No obstante, cuando un trabajador supera un sueldo mensual bruto de UTM 25, el retorno baja a CL $ 2500. Existen valores por capacitación e-learning, a distancia y de autoinstrucción. A partir de enero de 2019, comienza a regir el nuevo valor hora SENCE para efectos de Impulsa Personas (ex Franquicia Tributaria de capacitación)
Chile es un país con un modelo de capacitación muy diferente a otros países, y el número de OTEC ha sido creciente. Existe demanda en la capacitación en todas las áreas productivas e industriales del país. La apertura de un OTEC no requiere mayores requisitos que los que establece la Ley Sence y la Nch2728, y como emprendimiento y servicio a la comunidad y al mercado, es necesario verlo como una empresa privada que ejecuta servicios de capacitación con la diferencia de contar con certificación (NCH) y acreditación (SENCE) 
Es vital que los dueños, socios y directivos de un OTEC, comprendan desde antes de su apertura, cuál es el valor que un organismo de capacitación aporta a la sociedad y al mercado. Por eso es vital es comprender el sentido y propuesta que entrega un OTEC al mercado.
Existen OTEC del Registro Nacional de SENCE y OTEC del Registro Especial de SENCE.
Existen requisitos obligatorios para crear un OTEC, tal como lo gráfica la organización Acreditamos.cl, "la oficina administrativa es un requisito permanente y no están permitidas las oficinas virtuales". Según indica DeNegocios.cl, “es posible que el SII pueda autorizar la oficina virtual, pero el SENCE no acepta por ningún motivo este tipo de domicilios”. También es importante que, al momento de crear una OTEC, cuentes con el personal adecuado, tanto para realizar las capacitaciones como para la administración.
El tiempo de Acreditación de un OTEC dura 30 días hábiles desde ingresada la información a SENCE. No obstante, existen servicios privados que mal informan los tiempos reales de espera. Si el OTEC contrata una consultora, es importante que la información entregada desde el primer día sea fidedigna y apegada a la Ley Sence. Previo a la acreditación desde el Sence, el OTEC debe completar su proceso de formación jurídica, contar con sistema de gestión Nch2728:2015, luego con la certificación de esa norma, y recién allí ingresar la documentación a SENCE 
Un proceso normal puede tomar en promedio tres meses normalmente.